# Heinrich Bierbrauer
Heinrich Anton Bierbrauer (* 13. Februar 1818 in Hachenburg; † 29. März 1899 ebenda) war Gastwirt in Hachenburg und nassauischer Abgeordneter.

## Politik
1864, 1865 (in zweiter Wahl gewählt) und 1866 war Heinrich Bierbrauer Abgeordneter für den Wahlkreis I (Rennerod) in der Gruppe der Grundbesitzer in der ersten Kammer der Landstände des Herzogtums Nassau. Er gehörte der Nassauischen Fortschrittspartei an.
1868 bis 1879 war er als Abgeordneter des Oberwesterwaldkreises Mitglied des Nassauischen Kommunallandtags.

## Familie
Heinrich Bierbrauer war der Sohn des Bierbrauers, Bäckermeisters und Gastwirts Georg Philipp Bierbrauer (6. Oktober 1785 – 19. Februar 1831 jeweils in Hachenburg) und dessen Frau Magdalena Elisabethe, geborene Lück (Luk) (22. November 1793 – 11. März 1852 jeweils in Hachenburg). Heinrich Bierbrauer, der evangelischer Konfession war, heiratete am 15. August 1849 in Wiesbaden Johanette Friederike geborene Böhmer (7. Oktober 1828 – 16. Januar 1908 jeweils in Hachenburg).